# David Jenkins (lekkoatleta)
David Andrew Jenkins (ur. 25 maja 1952 w Pointe-à-Pierre na Trynidadzie) – szkocki lekkoatleta sprinter, wicemistrz olimpijski z 1972 i mistrz Europy, przedsiębiorca.
Urodził się na Trynidadzie jako syn dyrektora rafinerii ropy naftowej. W wieku 19 lat, startując w reprezentacji Wielkiej Brytanii, niespodziewanie zdobył złoty medal w biegu na 400 metrów na mistrzostwach Europy w 1971 w Helsinkach. Sztafeta 4 × 400 metrów z jego udziałem zajęła w finale 5. miejsce.
Na igrzyskach olimpijskich w 1972 w Monachium zdobył wraz z kolegami srebrny medal w sztafecie 4 × 400 metrów (sztafeta brytyjska biegła w składzie: Martin Reynolds, Alan Pascoe, David Hemery i Jenkins), a w biegu na 400 metrów odpadł w półfinale{.
Jenkins zdobył brązowy medal na 400 metrów i srebrny w sztafecie 4 × 400 metrów na letniej uniwersjadzie w 1973 w Moskwie. W finale Pucharu Europy w 1973 w Edynburgu zajął 2. miejsce w biegu na 400 metrów i 3. miejsce w sztafecie 4 × 400 m.
Na mistrzostwach Europy w 1974 w Rzymie zdobył srebrny medal w biegu na 400 metrów (pokonał go Karl Honz z RFN), ale zwyciężył w sztafecie 4 × 400 metrów (sztafeta biegła w składzie: Glen Cohen, Bill Hartley, Pascoe i Jenkins). Jenkins zwyciężył zarówno w biegu na 400 m, jak i w sztafecie 4 × 400 m w finale Pucharu Europy w 1975 w Nicei.
Zajął 7. miejsce w finale biegu na 400 metrów na igrzyskach olimpijskich w 1976 w Montrealu, a sztafeta 4 × 400 m z jego udziałem zgubiła pałeczkę w eliminacjach. Nie wystąpił na mistrzostwach Europy w 1978 w Pradze. Na igrzyskach Wspólnoty Narodów w 1978 w Edmonton był w składzie zwycięskiej szkockiej sztafety 4 × 100 metrów.
Na igrzyskach olimpijskich w 1980 w Moskwie ponownie zajął 7. miejsce w finale biegu na 400 m. Zdobył srebrny medal w sztafecie 4 × 400 metrów (w składzie: Jenkins, Garry Cook, Todd Bennett i Phil Brown) na mistrzostwach Europy w 1982 w Atenach, a w biegu na 400 metrów odpadł w półfinale. W tym samym roku zakończył karierę lekkoatletyczną.
Jenkins czterokrotnie poprawiał rekord Wielkiej Brytanii w biegu na 400 m, doprowadzając go do wyniku 44,93 (21 czerwca 1975 w Eugene). Był również rekordzistą w sztafecie 4 × 400 m z wynikiem 3:00,46 (10 września 1972 w Monachium). Był mistrzem Wielkiej Brytanii (AAA) w biegu na 400 m w latach 1971-1976 oraz wicemistrzem w 1977, 1978 i 1982. Zdobył również mistrzostwo Stanów Zjednoczonych (AAU) na 400 metrów w 1975.
W latach 80. Jenkins, który mieszkał w Kalifornii, założył w Meksyku wytwórnię sterydów anabolicznych, które wprowadzał nielegalnie na rynek amerykański. W 1988 został za to skazany przez sąd amerykański na 7 lat więzienia za kierowanie przemytem steroidów o wartości ponad 70 milionów dolarów. Po 10 miesiącach został zwolniony. Był współzałożycielem, a obecnie jest właścicielem głównego producenta preparatów proteinowych w USA Next Nutrition.